# 玛丽安娜·内梅托娃-克拉伊奇罗娃
玛丽安娜·内梅托娃-克拉伊奇罗娃（1948年6月1日—），斯洛伐克女子体操运动员。她曾代表捷克斯洛伐克参加1964年、1968年和1972年夏季奥林匹克运动会体操比赛，获得二枚银牌。